# Alain Guynot de Boismenu
Alain Guynot de Boismenu MSC (ur. 27 grudnia 1870 w Saint-Malo, zm. 5 listopada 1953 w Kubuna Mission) – francuski duchowny rzymskokatolicki, misjonarz Najświętszego Serca Jezusowego, arcybiskup, wikariusz apostolski Nowej Gwinei/Papui, Czcigodny Sługa Boży.

## Biografia
Alain Guynot de Boismenu urodził się 27 grudnia 1870 w Saint-Malo we Francji. W 1886 wstąpił do misjonarzy Najświętszego Serca Jezusowego. 10 lutego 1895 otrzymał święcenia prezbiteriatu i został kapłanem swojego zgromadzenia. Wkrótce wyjechał na misje na Nową Gwineę. 25 stycznia 1898 przybył na wyspie Yule, która była siedzibą wikariusza apostolskiego Nowej Gwinei. Został tam zastępcą chorego wikariusza apostolskiego arcybiskupa Louisa-Andre Navarre. Wyprawił się w góry, aby założyć tam pierwszą górską misję katolicką na Nowej Gwinei.
10 czerwca 1899 papież Leon XIII mianował go koadiutorem wikariusza apostolskiego Nowej Gwinei oraz biskupem tytularnym Gabali. 18 marca 1900 w Paryżu przyjął sakrę biskupią z rąk nuncjusza apostolskiego we Francji abpa Benedetto Lorenzelliego. Współkonsekratorami byli przełożony generalny Zgromadzenie Ducha Świętego pod opieką Niepokalanego Serca Maryi Panny bp Alexandre-Louis-Victor-Aimé Le Roy CSSp oraz wikariusz apostolski Nowego Pomorza Louis Couppé MSC.
W styczniu 1908 zastąpił abpa Navarre na stanowisku wikariusza apostolskiego Nowej Gwinei. 14 listopada 1922 zmieniono jego tytuł na wikariusz apostolski Papui.
Podczas swojego pontyfikatu zreorganizował strukturę wikariatu. Nakazał sporządzanie corocznych raportów z każdego dystryktu, na które podzielił wikariat. Na ich podstawie planowano rozwój misji. Za jego biskupstwa liczba katolików wzrosła z 2400 do 23500. Rozwijał również szkolnictwo, promując szczególnie kształcenie podstawowe i techniczne. Liczba uczniów wzrosła z 800 w 1898 do 7000 w 1945. W 1932 administracja papuańska zatrudniła czterdziestu ośmiu absolwentów jego szkół. Przezwyciężył deficyt finansowy wikariatu bardziej poprzez oszczędności niż przez plantacje, które powodowały identyfikowanie misjonarzy z europejskimi wyzyskiwaczami.
Do swojego wikariatu sprowadził karmelitanki oraz osoby świeckie z Europy i Australii, które żyjąc w rodzinach i pracując w zawodach świeckich świadczyły o Chrystusie oraz pomagały Kościołowi w ewangelizacji oraz w dziełach charytatywnych. Założył papuaskie zgromadzenie Służebnic Pańskich. Zaniedbał jednak kształcenie miejscowych duchownych. W czasie jego biskupstwa studia w zagranicznym seminarium duchownym podjęło jedynie dwóch mieszkańców wikariatu, z których wyświęcono jednego (Louisa Vangeke, pierwszego papuańskiego księdza, który później zostanie pierwszym papuańskim biskupem). Drugi z alumnów zmarł podczas nauki we Francji w 1922. W 1934 wraz z wikariuszem apostolskim Rabaulu Gerardem Vestersem założył seminarium kształcące miejscowych księży, jednak przed wojną żaden kapłan nie został wyświęcony.
18 stycznia 1945 przeszedł na emeryturę. W tym dniu otrzymał od papieża arcybiskupstwo tytularne Claudiopolis in Honoriade. Zamieszkał w Kubuna Mission - w jednej z górskich misji wikariatu apostolskiego Papui, gdzie zmarł 5 listopada 1953 i został pochowany.

## Beatyfikacja
Jego grób jest miejscem pielgrzymek. Obecnie trwa jego proces beatyfikacyjny. 15 kwietnia 2014 papież Franciszek zezwolił na ogłoszenie dekretu o heroiczności cnót abpa de Boismenu. Do beatyfikacji wymagane jest jeszcze uznanie cudu za pośrednictwem abpa de Boismenu.